# The Double Knot
The Double Knot è un cortometraggio muto del 1914 diretto da Raoul Walsh, qui in una delle sue prime regie cinematografiche. Il regista è anche uno degli interpreti del film, a fianco di Mary Alden e John B. O'Brien.

## Produzione
Il film fu prodotto dalla Majestic Motion Picture Company.

## Distribuzione
Distribuito dalla Mutual, il film - un cortometraggio in una bobina - uscì nelle sale cinematografiche statunitensi il 24 maggio 1914.